# 王健 (1972年)
王健（1972年2月—），浙江金华人，男，汉族，中华人民共和国政治人物。曾任金华市婺城区委书记、金华市副市长、义乌市市长，中共金华市委常委、义乌市委书记。
2025年1月，任台州市代市长。